# Домброва (гміна Дзьвежути)
Домброва (пол. Dąbrowa, нім. Damerau) — село в Польщі, у гміні Дзьвежути Щиценського повіту Вармінсько-Мазурського воєводства.
Населення — 94 особи (2011).

## Демографія
Демографічна структура станом на 31 березня 2011 року:
|          | Загалом | Допрацездатний вік | Працездатний вік | Постпрацездатний вік |
| -------- | ------- | ------------------ | ---------------- | -------------------- |
| Чоловіки | 49      | 12                 | 32               | 5                    |
| Жінки    | 45      | 10                 | 23               | 12                   |
| Разом    | 94      | 22                 | 55               | 17                   |